# أكاديمية أوسلو الوطنية للفنون
أكاديمية أوسلو الوطنية للفنون (بالنرويجية: Kunsthøgskolen i Oslo، اختصاراً: KHiO) هي كلية جامعية تقع في العاصمة النرويجية أوسلو، وتُقدم الكلية التعليم في مجالات الفنون المرئية والتصميم والفنون الاستعراضية. وهي واحدة من معهدين للتعليم العالي تابعين للقطاع العام بالنرويج يقدمان تعليماً في اختصاصات الفنون البصرية والتصميم والهيئة الثانية هي أكاديمية برغن للفن والتصميم في برغن.
تُقسم الأكاديمية إلى فروعٍ أكاديمية تُعنى بمواضيعٍ مختلفة وأقسام إدارية يقع على عاتقها مهام إدارية مشتركة.

## التاريخ
تأسست الأكاديمية نتيجة اندماج خمسة كليات مستقلة عام 1996:
- الأكاديمية الوطنية النرويجية لصناعة الحرف والفنون، تأسست عام 1818
- الأكاديمية الوطنية النرويجية للفنون، الجميلة تأسست عام 1909
- الأكاديمية الوطنية النرويجية للمسرح، تأسست عام 1952
- الأكاديمية الوطنية النرويجية للأوبرا، تأسست عام 1964
- الأكاديمية الوطنية النرويجية للباليه، تأسست عام 1979

نُظِمت هذه الكليات السابقة الآن لتتوزع على ثلاثة كليّات: كلية التصميم وكلية الفنون الاستعراضية وكلية الفنون المرئية.

## وصلات خارجية
- الموقع الرسمي (بالنرويجية)